# Ли Ён Хо
Ли Ён Хо (кор. 리영호?, 李英浩?; 5 октября 1942, Тхончхон, Канвондо, Корея, Японская империя) — северокорейский военный и государственный деятель, начальник Генерального штаба КНА в 2009—2012. Вице-маршал.

## Биография
Родился в провинции Канвондо, с 1959 — на службе в Корейской Народной армии. Окончил Военный университет имени Ким Ир Сена, после его окончания служил в должностях начальника штаба дивизии, начальника оперативного отдела армейского корпуса, начальника учебного центра, заместителя начальника оперативного отдела Генерального штаба КНА, заместителем начальника Генштаба и руководителем учебного центра КНА. В апреле 2002 присвоено звание генерал-майора, в 2003 назначен командиром специальной воинской части, охраняющей Пхеньян и безопасность руководства страны. В феврале 2009 назначен начальником Генерального штаба КНА.
На партийной конференции Трудовой партии Кореи, состоявшейся 28 сентября 2010, Ли Ён Хо был избран членом Постоянного Комитета Политбюро ЦК Трудовой партии Кореи, а также заместителем председателя Центральной военной комиссии. Непосредственно перед конференцией был повышен в звании до вице-маршала.
В декабре 2011, на похоронах Ким Чен Ира, Ли Ён Хо был в похоронной процессии рядом с Ким Чен Ыном. По экспертным оценкам, входил в число ближайших советников и наставников Ким Чен Ына. Последний раз Ли Ён Хо появлялся на публике рядом с лидером КНДР 8 июля 2012, на мероприятии, посвящённом годовщине смерти Ким Ир Сена.
16 июля 2012 года северокорейские СМИ сообщили об отставке Ли Ён Хо со всех занимаемых им военных и партийных постов «по состоянию здоровья». 20 июля южнокорейское издание «Чосон Ильбо» со ссылкой на неподтверждённые разведданные сообщило, что отставка Ли Ён Хо сопровождалась перестрелкой между его охранниками и силами, лояльными Ким Чен Ыну, в ходе которой было убито от 20 до 30 человек. Не исключалось также, что в ходе перестрелки сам вице-маршал также был убит. Агентство «Рейтер» со ссылкой на неназванный источник сообщило, что Ли Ён Хо был отстранён от занимаемых постов из-за того, что «противился передаче контроля над экономикой гражданскому правительству».

## Награды
Имеет Орден Ким Ир Сена. Указом Президиума Верховного народного собрания от 9 февраля 2012 года был награждён вместе с другими официальными лицами Орденом Ким Чен Ира.